# Quando i grilli cantano
Quando i grilli cantano è un singolo jukebox di Heather Parisi, pubblicato nel 1981. 
Dopo il clamoroso successo ottenuto dal primo singolo estratto dall'album Cicale & company "Cicale",  verrà presa in considerazione la possibilità di pubblicare un secondo estratto. La scelta cade su Quando i grilli cantano una ballata romantica pensata per un pubblico più adulto. La showgirl promuove il brano nel corso di alcuni programmi televisivi, l'idea di pubblicazione di un singolo vero e proprio verrà però abbandonata dalla casa discografica, anche se il brano viene stampato e distribuito in versione Juke box .
Il lato B del disco contiene Fotografie, un brano dei Pooh 

## Tracce
Lato A
1. Quando i grilli cantano (Silvio Testi-Franco Miseria-  Durata1 = 3:52)

Lato B
1. Fotografie – 3:51 (Valerio Negrini -Dodi Battaglia-)

Durata totale: 3:51